# Strike Up the Band (Red Garland)
Strike Up the Band è un album di Red Garland, pubblicato dalla Galaxy Records nel 1982. Il disco fu registrato l'11 e 12 di luglio del 1979 al Fantasy Studios di Berkeley, California (Stati Uniti).

## Tracce
Lato A
1. Straight, No Chaser – 8:58 (Thelonious Monk)
2. Receipt, Please – 8:47 (Ron Carter)

Lato B
1. In a Sentimental Mood – 6:38 (Duke Ellington, Manny Kurtz, Irving Mills)
2. Everything Happens to Me – 6:25 (Matt Dennis, Tom Adair)
3. Strike Up the Band – 7:01 (George Gershwin, Ira Gershwin)

## Musicisti
- Red Garland - pianoforte
- George Coleman - sassofono tenore (brani: A1, A2, B2 e B3)
- Julian Priester - trombone (brani: A1, A2, B1 e B3)
- Ron Carter - contrabbasso
- Ben Riley - batteria